# Schultz & Larsen
A Schultz & Larsen é uma empresa dinamarquesa de fabricação de rifles e silenciadores fundada em 1919 em Otterup. Em 1994, foi adquirida pela Jørgen Nielsen, e as unidades de produção divididas entre Otterup e Rask Mølle perto de Horsens. Atualmente, a empresa é propriedade de Morten Krogh.
A Schultz & Larsen foi registrada em janeiro de 1919 por Hans Schultz e seu genro Niels Larsen, e mais tarde foi administrada pelo filho de Larsen, Uffe Schultz Larsen. Todos os três eram atiradores olímpicos com Niels ganhando cinco medalhas em 1912–1924. Sua fama como atiradores competitivos ajudou a aumentar a popularidade de seu negócio - os rifles Schultz & Larsen eram tradicionalmente conhecidos por sua precisão e eram muito apreciados entre os atiradores dinamarqueses.

## Produtos

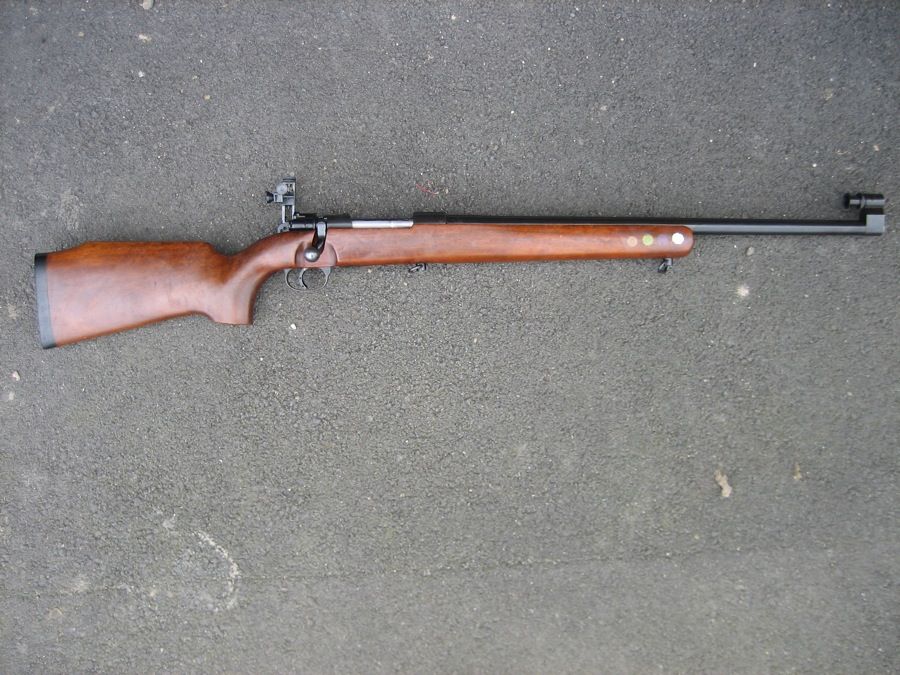
O "M69 Target Rifle" da Schultz & Larsen em 7,62×51mm NATO.

Esses são alguns dos modelos de rifles produzidos pela Schultz & Larsen:
- Legacy[4]
- Classic DL[5]
- Traveller[6]
- Ambassador
- Victory[7]
- Tactical[8]